# Hanna Hirszfeld
Hanna Maria Hirszfeld, auch Hirschfeld, poln. Hirszfeldowa, geb. Kasman (* 17. Juli 1884 auf Gut Wilczkowice bei Warschau; † 20. Februar 1964 in Wrocław) war eine polnische Wissenschaftlerin, Kinderärztin, Klinikleiterin und Professorin für Pädiatrie.

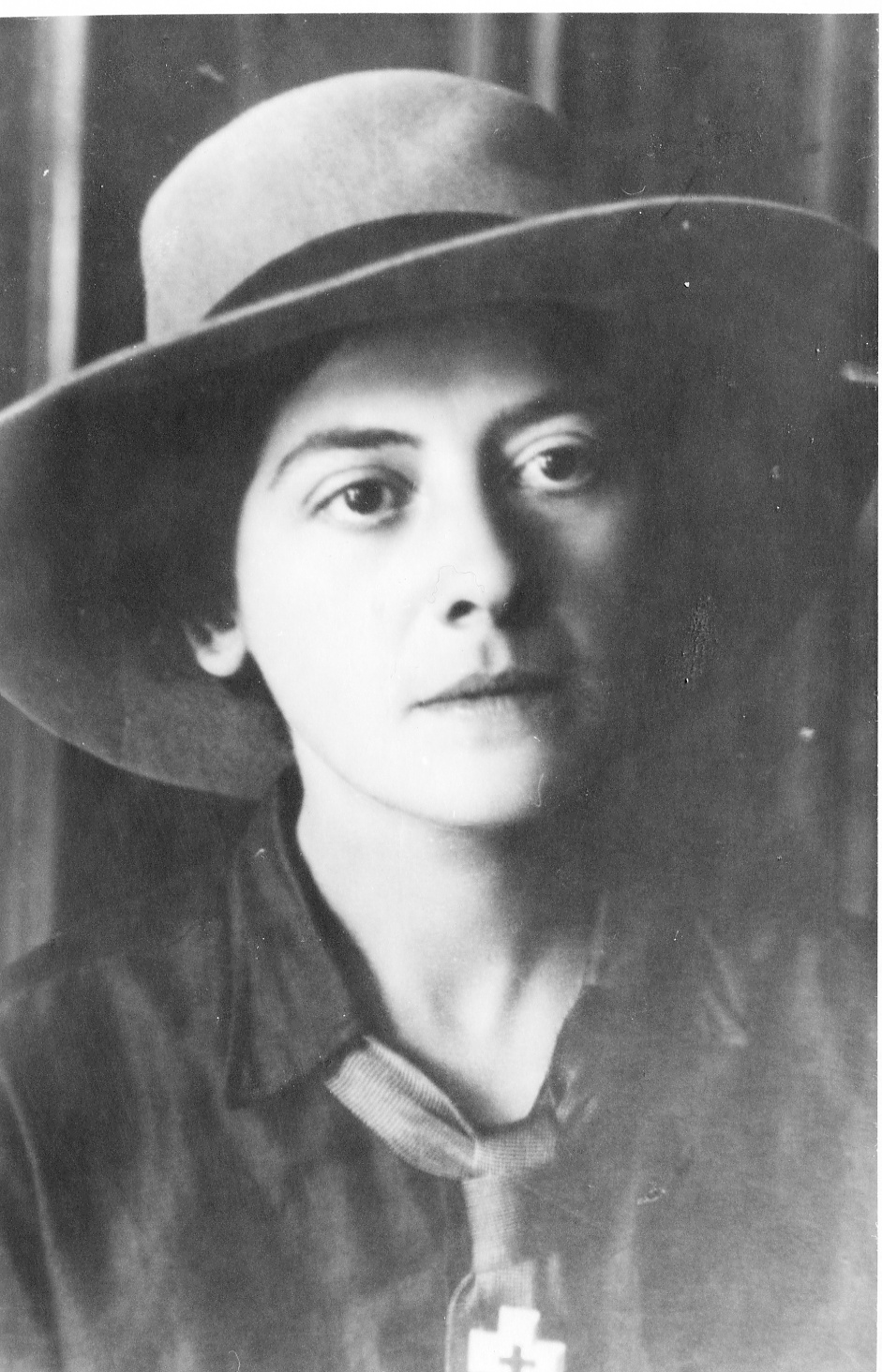
Hanna Hirszfeld ca. 1920

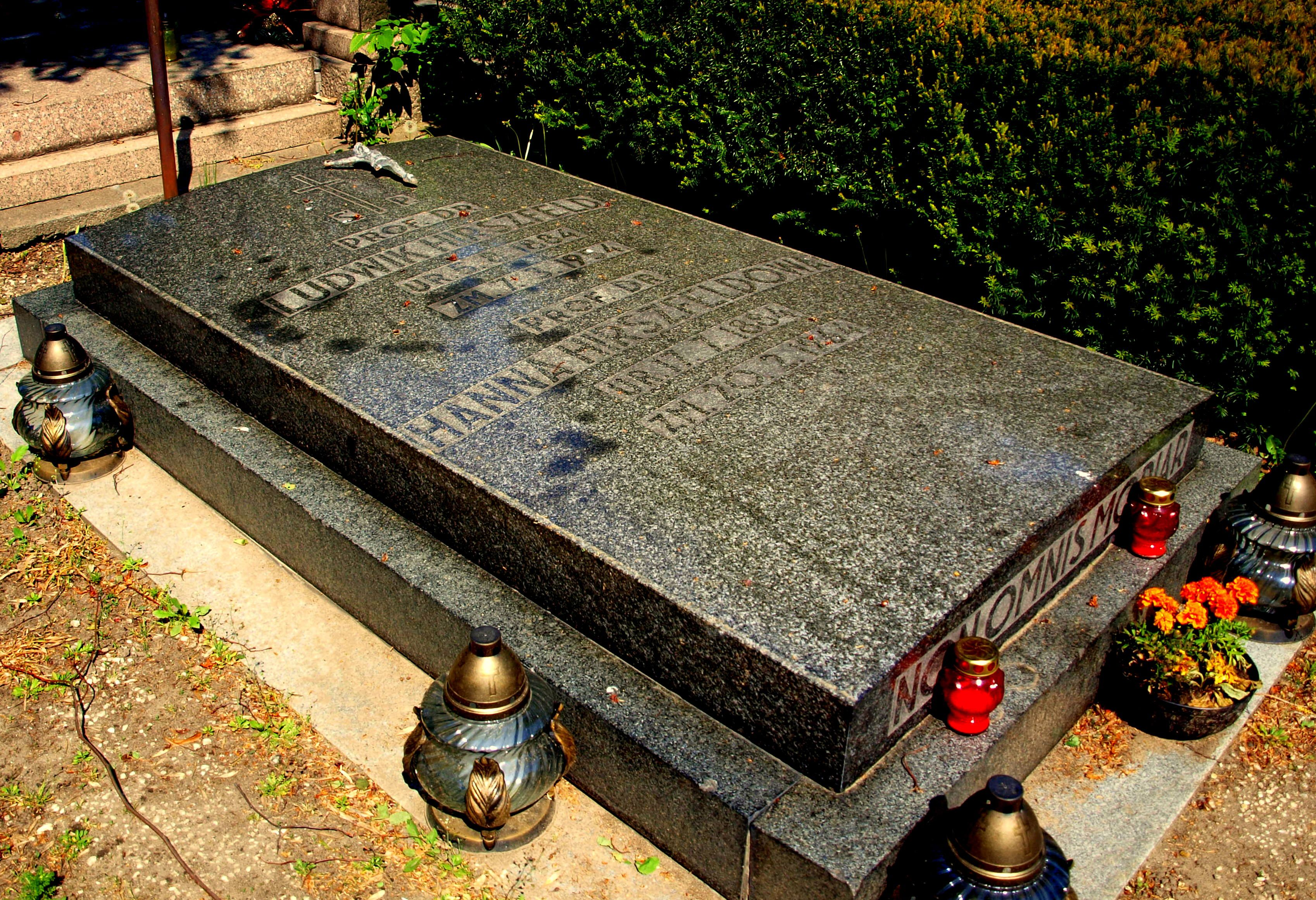
Das Grab der Hirszfelds in Breslau

## Leben
Hanna Hirszfeld wurde als Tochter des Gutsbesitzers Saul Kasman (ca. 1861–1886) und seiner Frau Sara, geb. Gesundheit, geboren. Nach dem frühen Tod ihres Vaters und der Wiederverheiratung ihrer Mutter ließ sich die Familie in Lodz nieder. Von 1895 bis 1900 besuchte sie das Mädchengymnasium in Lodz. Sie studierte Medizin an den Universitäten in Montpellier und Paris und promovierte 1908 in Berlin. Dort heiratete sie 1905 zunächst nur standesamtlich ihren gleichaltrigen Jugendfreund Ludwik Hirszfeld, den sie schon in Lodz im Tanzkurs kennengelernt hatte und im Studium unterstützte. Um im damals russischen Polen praktizieren zu können, ließ sie Studium und Promotion 1909 in Kasan nostrifizieren. Das Paar zog anschließend jedoch nach Heidelberg. Dort arbeitete Ludwik Hirszfeld erfolgreich mit Emil von Dungern in der Blutgruppenforschung zusammen. Hanna Hirszfeld setzte ihre Ausbildung als Assistentin der dortigen Kinderklinik bei Emil Feer fort, dem sie mit ihrem Mann nach Zürich folgte. Nach Ausbruch des Ersten Weltkriegs meldeten sich 1915 beide als Militärärzte in der serbischen Armee und forschten u. a. über Fleckfieber und Typhus.
Trotz des Angebots, nach Zürich zurückzukehren, wollte das junge Paar den Aufbau der Wissenschaft nach der polnischen Unabhängigkeit unterstützen und kehrte nach Polen zurück. 1919 heirateten Hanna Hirszfeld und ihr Mann Ludwik in einer katholischen Kirche. Wahrscheinlich wurden beide am selben Tag getauft. Ein Jahr später, am 20. August 1920, wurde ihre einzige Tochter Maria (Marysia) geboren. In der Zeit leitete Hanna Hirszfeld die Abteilung für Pädiatrie an der Warschauer Universität.
Nach Ausbruch des Zweiten Weltkriegs lebte die Familie noch bis Februar 1941 in Warschau auf der „arischen“ Seite, dann wurden sie jedoch auf Befehl des Generalgouverneurs Hans Frank wegen ihrer jüdischen Herkunft gezwungen, ins Warschauer Ghetto zu ziehen. Hanna Hirszfeld leitete die Säuglingsabteilung einer Zweigstelle des Berson-Bauman-Krankenhauses. Im Sommer 1942 flohen sie aus dem Ghetto und versteckten sich zunächst bei Freunden, wobei sie mehrfach den Ort und die Identität wechseln mussten. Im Februar 1943 starb ihre einzige Tochter Marysia an Kachexie (krankhafter Abmagerung), vermutlich in Folge von Tuberkulose.
Im Oktober 1944 wurde Hanna Hirszfeld Leiterin des Kinderkrankenhauses in Lublin und Professorin des ersten Lehrstuhls für Kinderheilkunde, der noch während des Krieges eingerichtet wurde. Unmittelbar nach Kriegsende zog sie mit ihrem Mann nach Breslau. Hier war sie an der Gründung der Medizinischen Akademie als medizinische Fakultät der Breslauer Universität beteiligt und begann noch 1945 mit der Ausbildung der ersten 520 Studenten. Im Oktober 1945 wurden unter ihrer Leitung eine pädiatrische Abteilung und Klinik eingerichtet. Es folgte 1947 eine Krankenpflegeschule, die 1977 nach ihrem Ehemann Ludwik Hirszfeld als deren Initiator benannt wurde.
Ab 1954 leitete sie die Diagnostikabteilung der Abteilung für Kinderheilkunde an der Medizinischen Akademie. Gemeinsam mit ihrem Ehemann beteiligte sie sich am Aufbau und der Organisation des polnischen wissenschaftlichen Lebens in Breslau. Sie gründete die Breslauer Sektion der Polnischen Pädiatrischen Gesellschaft und verfasste zahlreiche pädiatrisch-wissenschaftliche Arbeiten. Die Blutgruppenforschung des Ehepaares führte zur frühzeitigen Einführung der Austauschtransfusion zur Behandlung hämolytischer Erkrankungen Neugeborener.

## Schriften (Auswahl)
- Beitrag zur vergleichenden Morphologie der weißen Blutkörperchen, Berlin 1909, Diss.
- La stenosi spastica ipertrophica congenita del piloro e’l’operazione di Rammstedt (Hypertrophe Pylorusstenose und die Operation nach Ramstedt), Diss. Neapel 1916
- Serologische Unterschiede im Blut verschiedener Rassen. (mit Ludwik Hirszfeld) in: The Lancet, London 1919.
- Die Rolle der Verfassung bei Infektionskrankheiten im Kindesalter, Warschau 1937.
- Rôle de la constitution dans les maladies infectieuses des enfants, mit einem Vorwort von Robert Debré, Masson Paris 1939

## Mitgliedschaften
- Wissenschaftliche Gesellschaft Breslau
- Präsidentin der Breslauer Zweigstelle der Polnischen Gesellschaft für Pädiatrie
- Ehrenmitglied der Pariser Gesellschaft für Pädiatrie und der Internationalen Gesellschaft der Hämatologen

## Orden und Ehrungen
- 1918 Serbischer Orden des Heiligen Sava
- 1918 Französische Epidemie-Goldmedaille
- 1954 Kommandeurskreuz und Ritterkreuz des Ordens der Polonia Restituta
- 1955 Polnischer Staatspreis, Bannerorden 1. Klasse
- 2018 Benennung eines Platzes in Breslau nach ihr und ihrem Ehemann